# Herreder i Danmark
Et herred er en gammel, administrativ enhed i Danmark og Hertugdømmet Slesvig. Herredet udgjorde i ældre tid en retskreds, hvor en herredsfoged udgjorde kongens stedlige repræsentant ved herredstinget, der skulle afgøre de retstvister, som ikke lod sig afslutte i de stedlige byting i landsbyerne.

## Etymologi
Betydningen af benævnelsen "herred" er omstridt. Ordets oprindelse er nordisk og modsvarende det højtyske hariraida/heriraita, hvis første led betyder "hær" eller "skare", andet led "ridt" eller "følge". Det er dog uklart, hvad dette "skarefølge" dækker over. Det står dog fast, at betydningen ikke behøver at være militær. Det er muligt, at ordet oprindeligt har henvist til et område, der havde fælles samlingssted for "skaren". Sikkert er alene, at "herred" så langt tilbage i tiden, dets anvendelse er kendt, betegner områder af nogenlunde samme størrelse, der indgik som led i en politisk, retslig og administrativ inddeling af riget.
En anden teori er, at ordet kommer fra det norrøne her-ráð, hvor betydningen kan have været rådighed over en hær eller det distrikt, hvorover en herse havde rådighed.

## Historie
Herredets oprindelse er usikker. Det er sandsynliggjort, at der er kontinuitet fra de forhistoriske bygder til den middelalderlige herredsinddeling idet, at udpegede bygder synes at have udgjort en herreds-kerne adskilt fra naboherreder ved større eller mindre skovstrækninger. Noget sådant menes konstateret på Fyn, hvor dog Gudme og Sunds herreder på Sydøstfyn kun var svagt bebyggede i oldtiden, og for Sjællands vedkommende tegnes et lignende billede for Strø, Lynge, Horns, Ods, Løve, Merløse, Flakkebjerg, Hammer, Baarse, Stevns og Bjæverskov herreder, mens grænserne er mere udviskede for Ars, Løve og Slagelse herreder på Vestsjælland, Alsted, Tybjerg og Ringsted herreder på Midtsjælland og endelig "Heden" mellem Roskilde og København tegner sig som et sammenhængende område, en "storbygd", der efterfølgende er blevet delt i mindre herreder. For Skånes vedkommende "er det ikke muligt at konstatere oprindelige bygdekærner indenfor herredsgrænserne" og betegnes som "konstruerede", opståede ved en deling af gamle bygder, der var for store til at udgøre et enkelt herred, mens herrederne i Halland siges at have "bygdenavne" og herreder i Blekinge ses som en enkel tredeling. For Jyllands vedkommende opfattes bygderne som værende større end på øerne, snarere svarende til hele og halve sysler, og herredsdelingen synes "konstrueret" senere.
Benævnelsen "herred" kendes første gang fra Knud den Helliges gavebrev fra 1085, hvor sjællandske landsbyer givet i gave til kirken i Lund altid angives ved deres beliggenhed i et herred. Derimod gælder dette ikke de landsbyer, der lå i Skåne, og som henføres til andre områdebetegnelser, a Geri og a Guthisbo (svarende til de senere Gærs og Gønge herreder). Når der ikke for Skånes vedkommende bruges herreder som stedangivelse, kan dette tale for, at herredet som benævnelse kan have været ret ny og derfor endnu ikke taget i anvendelse i hele det danske rige.
En landsomfattende brug af herredsbegrebet kendes først med Kong Valdemars Jordebog fra omkring 1300, men med aktstykker, der lader sig føre tilbage til omkring 1231. I jordebogen er hele Danmark inddelt i henved 200 herreder (Jylland desuden i 14 sysler). Dette gælder den del af jordebogen, der kaldes Hovedstykket (mens syslet omtales i den såkaldte Broderliste). Jordebogen og de omtrent samtidige landskabslove godtgør, at herred og syssel da var faste retskredse under landstinget, idet der dog øjensynligt synes at være sket tilføjelser med tiden. I Skånske Lov omtales herredet kun i de dele, der synes forholdsvis sene.

## Inddelingsgrundlag
Grundlaget for herredsinddelingen er uklart. For en del herreders vedkommende, hvor betegnelserne "nordre", "søndre", "østre" eller "vestre" er tilføjet, kan man gå ud fra, at det oprindelige herred omfattede det samlede område, og at spaltning er sket senere – måske som følge af befolkningsvækst eller lignende. En sammenligning med de ældste bebyggelsers fordeling antyder, at herrederne er oprettede under hensyn til landets inddeling i bygder, idet skovområder og andre oprindeligt ubeboede områder synes at have været foretrukket som skillelinjer.
Et studie fra Lolland og Falster har påvist, at et antal såkaldte "folkeborge" fra vikingetid eller tidlig middelalder ligger på grænsen mellem to herreder:
- "Vesterborg" ligger på grænsen mellem Nørre herred og Sønder herred på Lolland,
- "Østerborg" (også kaldet Søholt-borgen) ligger på grænsen mellem Fuglse herred og Musse herred på Lolland,
- "Virket" ligger på grænsen mellem Nørre herred og Sønder herred på Falster,
- "Guldborg" ligger ligeledes nær grænsen for Langelands nordre og søndre herred[11].

Det er således muligt – men endnu kun en teori – at der er en sammenhæng mellem sådanne folketilflugtsborge og herredsinddelingen i vikingetid/tidlig middelalder, men om i givet fald folkeborgene er lagt under indflydelse af herredsinddelingen eller herrederne er blevet afgrænset under hensyn til sådanne samlingssteder, må indtil videre anses for uafklaret. Desuden kan en sådan sammenhæng indtil videre kun sandsynliggøres på de syddanske øer, der jo i tidligste middelalder var plaget af venderoverfald.

## Funktioner
Herredernes store betydning gennem mange århundreder lå i deres funktion som retskredse, hvor herredstingene fungerede som stedlige domstole. Herredet udviklede sig med tiden også til et egnsligt forvaltningsområde.
De sager, der kunne behandles ved herredstinget (herredsfogden var dommer eller retsbetjent i herredet indtil 1919), var:
1. Offentlige kundgørelser,
2. Retssager om æreskrænkelser, ubetalte gældsforpligtelser, tvister om grænseskel,
3. Skiftesager, arv og bodelinger (for selvejere, indsiddere, godsejere, lensbesiddere 1793-1919, for fæstere, arvefæstere, lejehusmænd 1817-1919),
4. Skøder og pantebreve,
5. Fæstebreve (fra 1810),
6. Tingsvidner ved krige og lignende.

Herredet var administrativ enhed for:
1. Brandforsikrings- og forsikringsprotokoller,
2. Politimyndighed (herredsfogden var politimester indtil 1919),
3. Udpantningssager,
4. Epidemisager
5. Lægdsruller.

## Afvikling
Herredets administrative betydning ophørte med retsplejeloven af 1919. Dog var underretskredsene uden for købstæderne baseret på herredsinddelingen indtil omkring 1960. Opdelingen i provstier var også herredsbaseret, men efter kommunalreformen i 1970 er inddelingen i stedet søgt tilpasset kommuneinddelingen. Den statistiske og matrikulære anvendelse af herrederne er også ophørt.
Herredsopdelingen bruges fortsat som afgrænsning i lokalhistorie og slægtsforskning. En fuldstændig stedsangivelse som benyttet på fx dåbsattester bestod uden for købstæderne af de fire dele: by, sogn, herred, amt. For købstædernes vedkommende angav man købstadsnavn og sogn. I København angav man en ejendoms beliggenhed ved kvartersnavn og matrikelnummer, idet husnumre først blev indført i 1859. Et ejerlavsnummer i edb-matriklen er fortsat baseret på landsejerlavskoden.

## Udlandet
En retslig-administrativ inddeling svarende til det danske herred kendes fra de andre nordiske lande. Endvidere er der en historisk herredsinddeling i Slesvig, hvoraf Sydslesvig nu hører til Tyskland, mens Nordslesvig nu er kendt som Sønderjylland.